# 給索恩 (昆士蘭州)
給索恩是個位於布里斯本市區西北7公里的市轄區。

## 外部連結
- University of Queensland: Queensland Places: Gaythorne （页面存档备份，存于）

27°25′05″S 152°58′59″E / 27.418°S 152.983°E